# Acalolepta sulcicollis
Acalolepta sulcicollis là một loài bọ cánh cứng trong họ Cerambycidae. Loài này được Gressitt mô tả vào năm 1952. Chúng được biết đến từ Quần đảo Solomon.